# Banda, která neuměla pořádně střílet
Banda, která neuměla pořádně střílet (v anglickém originále The Gang That Couldn't Shoot Straight) je americká filmová komedie z roku 1971. Režisérem filmu je James Goldstone. Hlavní role ve filmu ztvárnili Jerry Orbach, Leigh Taylor-Young, Jo Van Fleet, Lionel Stander a Robert De Niro.

## Obsazení
| Jerry Orbach       | Sally     |
| Leigh Taylor-Young | Angela    |
| Jo Van Fleet       | Big Momma |
| Lionel Stander     | Baccala   |
| Robert De Niro     | Mario     |
| Herve Villechaize  | Beppo     |
| Carmine Caridi     | Tony      |
| Joe Santos         | Exmo      |